# Górki Czechowskie
Górki Czechowskie – niezabudowany obszar naturalnych wzniesień i wąwozów w północnej części Lublina na Czechowie, obejmujący ok. 150 ha. Od początku XXI w. trwa publiczna debata, której celem jest ustalenie, czy obszar Górek należy pozostawić niezabudowanym. Przedstawiano m.in. koncepcje utworzenia tam rezerwatu florystyczno-krajobrazowego i parku naturalistycznego, z różnymi wariantami zabudowy. W 2019 przeprowadzono w tej sprawie referendum lokalne.

## Położenie
Wzdłuż zachodniego skraju terenu przebiega ul. Poligonowa, od południa okala je ul. Północna, od wschodu częściowo ul. Ireny Kosmowskiej, przedwojenne osiedle zabudowy jednorodzinnej Towarzystwa Osiedli Robotniczych oraz ul. Koncertowa, od północy ul. Aleksandra Zelwerowicza, poza którą główny wąwóz Górek Czechowskich łagodniejący w części północnej, przybiera postać płytszej suchej doliny, biegnącej w stronę północnej granicy miasta.

## Historia
Do początku lat 80. XX wieku Górki Czechowskie funkcjonowały jako obszar ćwiczeń rekrutów Garnizonu Lubelskiego (stąd alternatywna nazwa terenu – poligon). W południowej części poligonu zachowane są transzeje, kilka bunkrów oraz strzelnica. W jednym z wąwozów znajduje się symboliczny grób legionistów z 1916 roku (badania z roku 2008 ujawniły szczątki jednej osoby, przeniesione potem na cmentarz wojskowy przy ul. Unickiej). 
Górki Czechowskie z racji oddalenia od zabudowań mieszkalnych i urozmaicone ukształtowanie terenu stały się w przez pewien czas miejscem nauki jazdy na quadach i zawodów motocyklowych enduro. Z powodu zaniedbania i dewastacji terenów (brak ochrony czynnej lokalnej przyrody, sposoby użytkowania, skutki okolicznych budów) następuje szybka ekspansja roślinności ruderalnej. Mimo to prowadzone na przestrzeni lat 1998–2011 inwentaryzacje przyrodnicze stwierdzały tam ciągle obecność wielu gatunków flory i fauny, w tym gatunków chronionych. W roku 2000 Agencja Mienia Wojskowego sprzedała ten teren podmiotowi zmierzającemu do jego zabudowy wbrew wcześniejszym planom zagospodarowania. Od tamtego czasu zamiary kolejnych właścicieli spotykają się z protestami ze strony ekologów i mieszkańców.
31 stycznia 2019 roku Rada Miasta zdecydowała o rozstrzygnięciu o przyszłości Górek Czechowskich na drodze referendum lokalnego - pierwszego takiego w historii Lublina. Pytanie referendalne, na które mieli odpowiedzieć lublinianie brzmiało:  „Czy jest Pan/Pani za tym, aby Gmina Lublin zmieniła obecnie dopuszczony miejscowym planem zagospodarowania przestrzennego rodzaj zabudowy z usługowej, komercyjnej i sportowo-rekreacyjnej na zabudowę mieszkalno-usługową na nie więcej niż 30 ha terenu tzw. Górek Czechowskich, w zamian za sfinansowanie przez obecnego właściciela zagospodarowania pozostałych 75 ha tego terenu, jako zieleni publicznej (parku naturalistycznego), przy zachowaniu cennych przyrodniczo walorów i przekazanie go Gminie Lublin”. Zdaniem autorów uchwały o referendum najlepiej opisywało ono okoliczności sprawy, którą referendum miało rozstrzygnąć wobec wniosku i oferty jaką obecny właściciel złożył władzom i mieszkańcom miasta. W zamian za zmianę miejscowego planu zagospodarowania dla części posiadanego przez siebie obszaru, zaoferował urządzenie - na swój koszt - parku naturalistycznego na części pozostałej. Projekt nowego parku obejmuje między innymi 5 kilometrów tras rowerowych, 5 kilometrów tras biegowych, oświetlenie, monitoring oraz ogólnodostępny parking i toalety. Zabudowa mieszkalna wokół parku obejmowałaby ok. 40–50 budynków wielorodzinnych, autorstwa architekta Bolesława Stelmacha, o wysokościach od 4 do 8 pięter. W toku kampanii referendalnej zapowiedziano też przekazanie parku na rzecz miasta w ciągu pięciu lat "od rozpoczęcia budowy na górkach" i sfinansowanie go bez względu na ostateczny koszt.
Pomysł referendum miał swoich krytyków i przeciwników. Zwracali oni uwagę na to, że takie rozwiązanie należałoby uznać za niedopuszczalne, jako że kwestie planistyczne, które miałyby być przedmiotem referendum, zgodnie z obowiązującym prawem leżą poza sferą swobodnej decyzji obywateli. Byli też zdania, że teren którego referendum miałoby dotyczyć, ze względu na swoje właściwości, już winien być uznany za objęty ochroną na mocy przepisów krajowych i międzynarodowych o ochronie przyrody. Uchwała o przeprowadzeniu referendum została zaskarżona. Jednak 3 kwietnia 2019 roku Wojewódzki Sąd Administracyjny skargę odrzucił, czym umożliwił przeprowadzenie referendum. Atmosfera kampanii referendalnej była tak gorąca, że nie obyło się bez kolejnych rozpraw sądowych. 

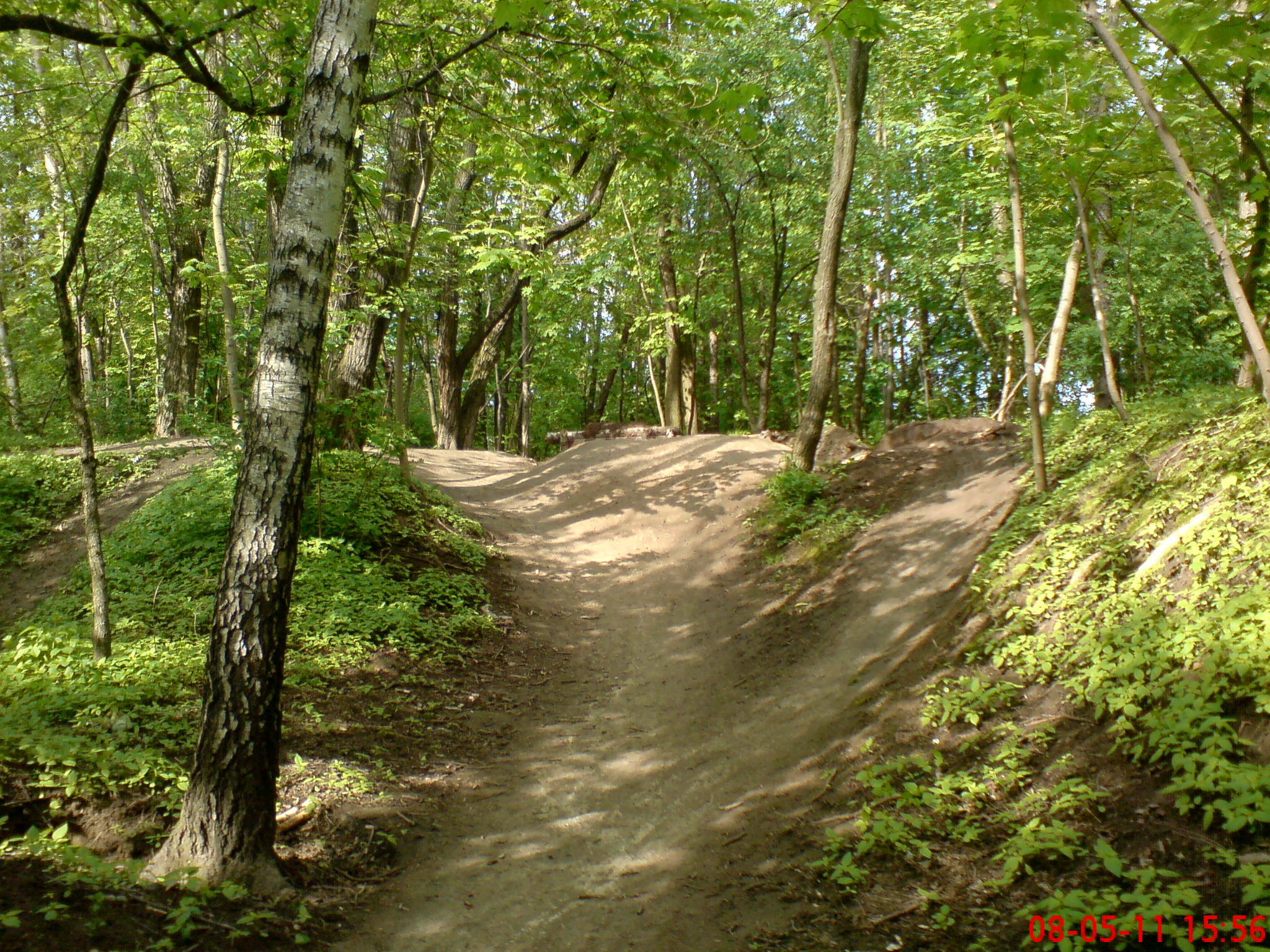
Zalesiony fragment Górek Czechowskich

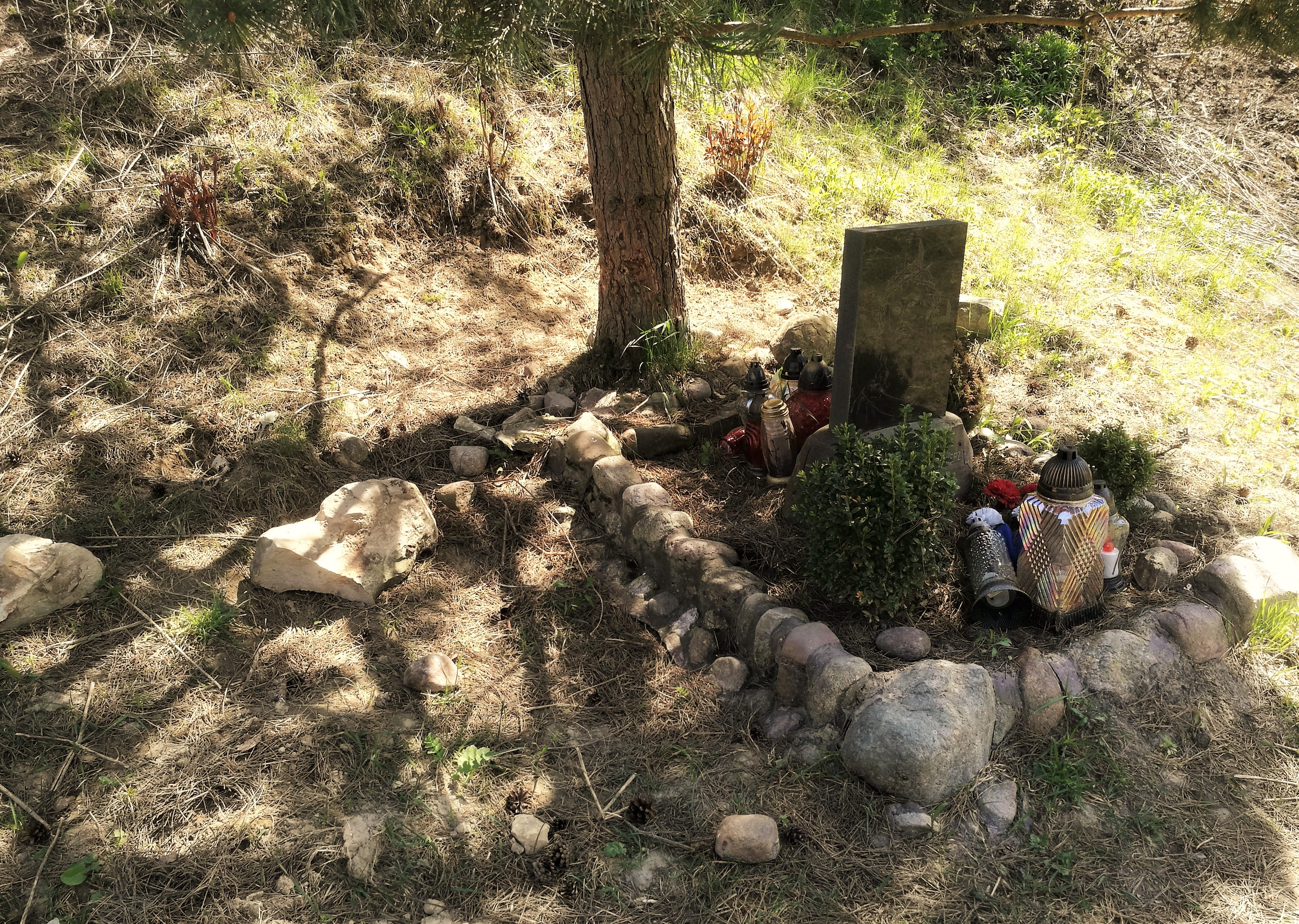
Grób sanitariuszki i żołnierza z 1916 r.

Referendum, przeprowadzone 7 kwietnia 2019 roku, nie przyniosło jednak rozstrzygnięcia w sprawie. Co prawda, wyraźna większość mieszkańców biorących w nim udział (68%) opowiedziała się przeciw zmianom w miejskim planie zagospodarowania przestrzennego, ale ze względu na frekwencję (13%) referendum okazało się niewiążące. Decyzja ciągle należy do Rady Miasta, a głosy sprzeciwu wobec planów zabudowy nie milkną.

## Planowany rezerwat (1992)
Na terenie Górek Czechowskich w 1992 roku planowano utworzenie rezerwatu florystyczno-krajobrazowego. Jego powierzchnia miała wtedy wynosić ok. 21,4 ha. Ochroną miałyby być objęte zespoły wąwozów i muraw kserotermicznych z rzadkimi gatunkami roślin. Jednak jak dowiodły badania z 2018 roku, prowadzone przez grupę międzyuczelnianego, 15-osobowego zespołu przyrodników i urbanistów w ramach Biura Rewitalizacji powołanego przez Prezydenta Miasta Lublin, pod przewodnictwem prof. Mariana Harasimiuka, teren poligonu na górkach uległ w 50% degradacji, w dużej części spowodowanej ekspansją inwazyjnej rośliny – nawłoci. Zdaniem autorów raportu, projekt parku dla około 70% powierzchni Górek, pozostawiający 30% powierzchni pod zabudowę, zabezpieczy ten obszar przed dalszą degradacją, pod warunkiem, że projekt ten będzie uwzględniał waloryzację przyrodniczą i podjęte zostaną w ramach realizacji projektu działania zmierzające do poprawy stanu środowiska.